# Michael Müller (polityk)
Michael Müller (ur. 9 grudnia 1964 w Berlinie) – niemiecki polityk i samorządowiec, działacz Socjaldemokratycznej Partii Niemiec (SPD), w latach 2014–2021 burmistrz Berlina.

## Życiorys
Urodził się w Berlinie Zachodnim. Absolwent Fachoberschule Wirtschaft und Verwaltung, kształcił się też w zawodzie kupca. W latach 1986–2011 pracował w rodzinnym przedsiębiorstwie drukarskim.
W 1981 dołączył do Socjaldemokratycznej Partii Niemiec. W latach 1989–1996 był radnym dzielnicy Tempelhof, od 1991 do 2000 zarządzał SPD w dzielnicy, a następnie do 2004 przewodniczył socjaldemokratom w okręgu administracyjnym Tempelhof-Schöneberg. Od 1996 wybierany na posła do berlińskiej Izby Deputowanych, w latach 2001–2011 kierował klubem poselskim SPD. W latach 2004–2012 był przewodniczącym krajowych struktur partii w Berlinie, powrócił na tę funkcję w 2016 r.
W 2011 dołączył do berlińskiego rządu jako senator odpowiedzialny za urbanizację i ochronę środowiska. 11 grudnia 2014 w trakcie kadencji zastąpił Klausa Wowereita na stanowisku burmistrza Berlina, utrzymując koalicję z CDU. Po wyborach w 2016 pozostał na tym urzędzie, zawiązując tym razem koalicję z Die Linke i Zielonymi. W kadencji 2017–2018 był przewodniczącym Bundesratu.
W 2021 nie kandydował w wyborach krajowych. Wystartował natomiast do Bundestagu, uzyskując z ramienia SPD mandat deputowanego. W grudniu 2021 na funkcji burmistrza zastąpiła go Franziska Giffey.